# Honda Toshiaki
Honda Toshiaki (japanisch 本多 利明; geboren 1744 in Murakami (Präfektur Niigata); gestorben 25. Januar 1821) war ein japanischer Mathematiker, Kartograph und Wirtschaftsgelehrter.

## Leben und Werk
Honda Toshiaki, geboren in der Provinz Echigo (heute Präfektur Niigata), ging mit 18 Jahren nach Edo, um Mathematik und Astronomie zu studieren. Bevor sieben Jahre um waren, eröffnete er eine eigene Schule unter dem Namen Otowajuku. Zudem bemühte er sich, Niederländisch zu lernen. Als hervorragender Kenner der Methoden der Ortsbestimmung hielt er engen Kontakt zu Entdeckern wie Mogami Tokunai und Mamiya Rinzō, die Hokkaidō und die nördlich angrenzende Gebiete erforschten. Im Jahr 1801 war Honda Kapitän eines Schiffs, das die Küsten von Ezo (蝦夷), wie Hokkaidō damals genannt wurde, erforschte.
Honda war überzeugt, dass man Japans wirtschaftliche Probleme überwinden könne, wenn man sich an europäischen Systemen, insbesondere am englischen orientieren würde. In seiner Schrift „Geheimer Plan, das Land zu regieren“ (経世秘策, Keisei hisaku) aus dem Jahr 1798 beschrieb Honda die vier wichtigsten Problemfelder Japans: Schießpulver, Metalle, Schifffahrt und die Kolonisierung Ezos.
In seinem Werk „Erzählungen über den Westen“ (西域物語, Seiiki monogatari; 1798) schlug er vor, die Hauptstadt Japans von Edo nach Kamtschatka  zu verlegen, damit sie auf der Höhe von London liege. Er schlug auch vor, dass Japan seine Isolierung aufgeben solle zu Gunsten eines staatsgelenkten Außenhandels und einer Übersee-Kolonisation.
Weitere Werke sind „Freie Bemerkungen zur Wirtschaft“ (経済放言, Keizai hōgon), „Übersee-Tagebuch“ (渡海日記, Tokai nikki), „Theorie der Längenmessgeräte“ (長器論, Chōki-ron).